# ایروین (میزوری)
ایروین (به انگلیسی: Irwin) یک منطقهٔ مسکونی در ایالات متحده آمریکا است که در شهرستان بارتون، میزوری واقع شده‌است. ایروین ۰٫۷۸ کیلومتر مربع مساحت و ۶۹ نفر جمعیت دارد و ۲۹۶٫۸۸ متر بالاتر از سطح دریا واقع شده‌است.